# Marosszentimre
Marosszentimre (románul: Sântimbru, németül: Emrichsdorf) falu Romániában, Fehér megyében.

## Fekvése
Gyulafehérvártól 8 km-re északkeletre, a Maros jobb partján fekszik.

## Története
Györffy György azonosítja a korábbi Gyomorddal (első említése 1262 előtti, Gyvmurd alakban). Ez a tatárjárás után szászokkal települt be. 1262 előtt IV. Béla a boroskrakkói és a magyarigeni hospeseknek adományozta, IV. László 1289-ben megerősítette a boroskrakkóiak jogaiban.  1314-ben S. Emericus, 1332-ben Zentemreh, 1365-ben Zentemery, 1369-ben Zentemerich, 1507-ben Zent Imreh, 1690-ben Maros Sz Imre, 1750-ben Szent Imbre alakban írták. 1314-től a 14. század folyamán az erdélyi vajda és az alvajda bíráskodásának színhelye volt. 1407-ig Luxemburgi Zsigmond, 1407–25-ben Garázda Miklós és Szilágyi László, 1425–39-ben a somkereki Erdélyi család, 1439–1448-ban Bánfi György birtokolta.

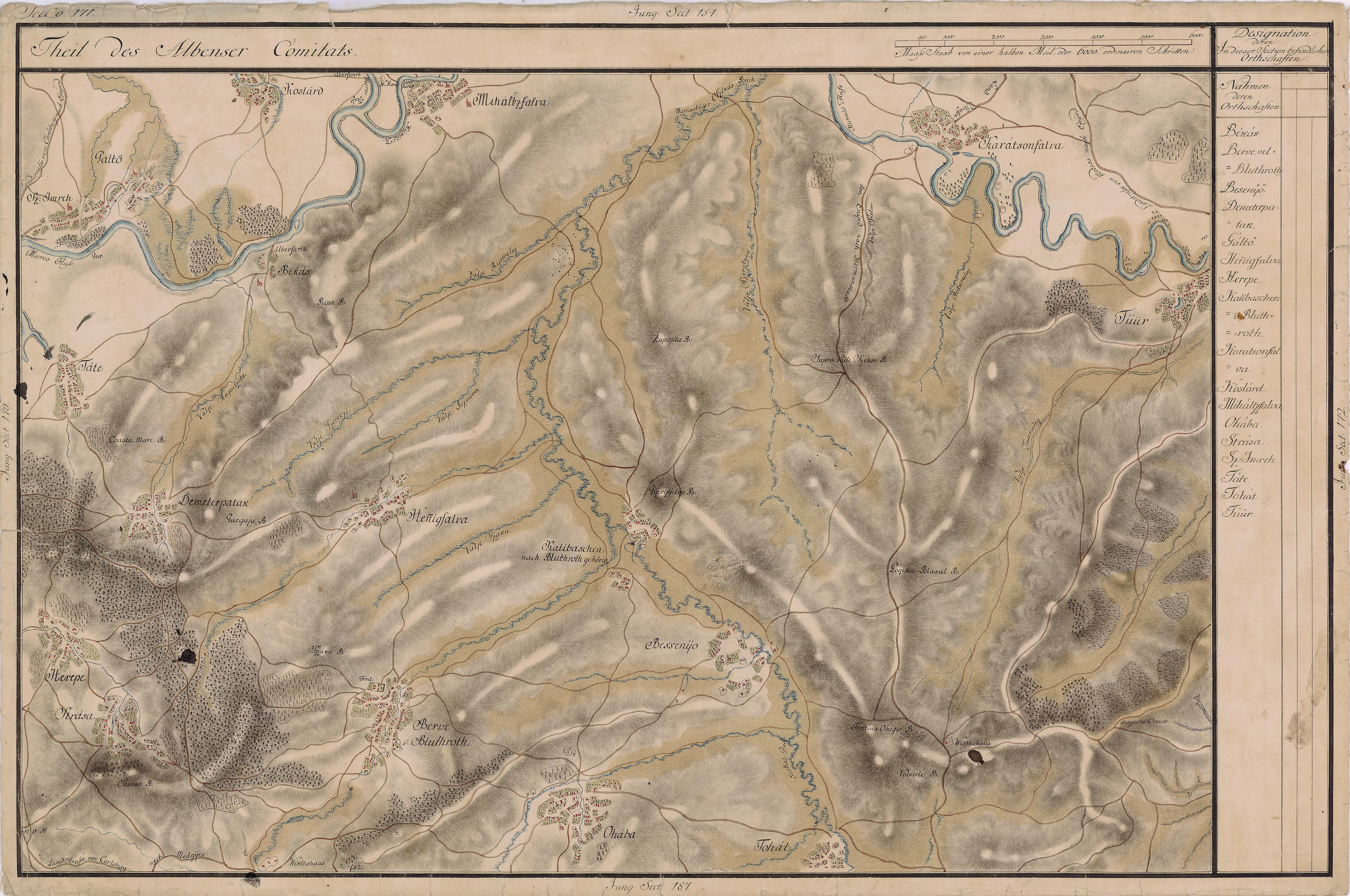
Marosszentimre környéke a 18. század 70-es éveiben

1442. március 18-án itt szenvedett vereséget Hunyadi János Mezid bég seregétől. A csatában esett el Lépes György erdélyi püspök.
Talán épp ebben a török hadjáratban haltak ki szász lakói is, mert a későbbiekben magyar, a 18. századtól román lakosságú. 1448-ban Bánfi György és fia, Miklós a gyulafehérvári káptalannak adományozta. Magyar lakói 1545-ben lettek protestánsok. 1660-ban Barcsay Ákos udvarházat adományozott benne Rizmáni Vas Mihálynak. 1761-ben 66 ortodox és két görögkatolikus család lakta. Református egyháza 1766-ban, Gáldtő és Koslárd filiákkal 37 férfit és 39 asszonyt számlált. A környező falvak lakói tutajkikötőjében szerezték be a fenyődeszkát és a zsindelyt.
A 20. század elején Alsó-Fehér vármegye Tövisi járásához tartozott. Református közössége elnéptelenedett, a ma itt élő magyar családok többsége a téglagyár vagy más üzemek dolgozójaként költözött be. 1919 és 1948 között római katolikus iskolája működött.

## Népessége
- 1850-ben 429 lakosából 390 volt román és 21 magyar nemzetiségű; 395 görögkatolikus, 21 református és 13 zsidó vallású.
- 2002-ben 1223 lakosából 1180 volt román, 24 magyar és 18 cigány nemzetiségű; 1133 ortodox, 30 görögkatolikus, 18 pünkösdista, 14 római katolikus és 10 református vallású.

## Látnivalók

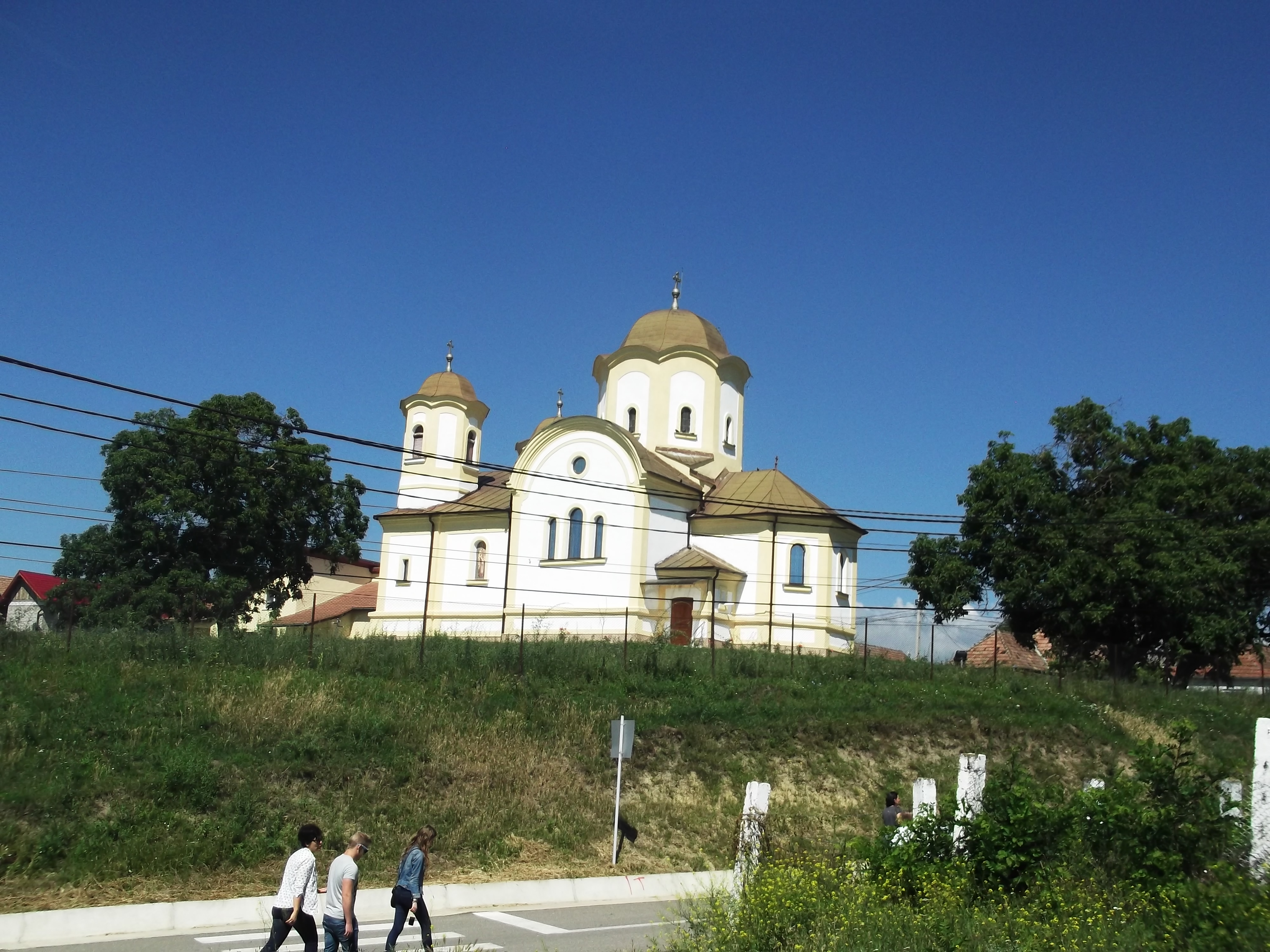
Ortodox templom

- Dombon álló református templomát eredetileg a 13. század elején, román stílusban építették. Ekkor egy 8×6,7 méteres hajóból állt, nyugaton vaskos toronnyal. Ebből a periódusból való a mai déli és északi fal és a homlokzat hordalékkőből rakott alsó harmada, a déli kapu archivoltja és két félköríves, 40 cm magas ablak. A következő, még szintén román kori építkezési fázis a tatárjárás utánra, valószínűleg a század végére tehető. Régi tornyát karcsúbbra cserélték, hajóját 12,6×6,7 méteresre nagyobbították és átalakították a déli kaput. Ezután a 15. század közepén jelentős átalakításon esett át. Ezt az építkezést az oklevelesen nem igazolható hagyomány Hunyadi János nevéhez köti, aki a szebeni csatában zsákmányolt kincseket fordította volna a templom rendbehozatalára. Ez a hagyomány először Bethlen Lajos 1853-ban írt Önéletírásában bukkan fel. Új szentélyt építettek hozzá, hajójának falait a mai gótikus ablakok párkányáig visszabontották, majd megmagasították és támpillérekkel látták el. Az egész templomot kb. 4-5 méter magas fallal vették körül (ennek mára csak csonkjai maradtak meg). A hajó alatt kripta található, amelynek lejáratát Bethlen Lajos és felesége, Wesselényi Anna síremléke fedi. Északi falán az ő bronz emléktáblájuk látható, 1786-ból. A szószéket 1742-ben építették, mai famennyezete 1788-ból való és 18. századi az erkélyes toronysisak is. Az épületet 2008-ra rendbe hozták, s közben olyan, a reformáció előtti időkből származó, ritka freskót tártak fel, amelyen Krisztus Jeruzsálemet siratja. A templomot látogatni a telefonon odakérhető református lelkész vezetésével lehet. Tekintettel a megmaradt hívek tízes nagyságrendjére, istentiszteletet ugyanis csak igen ritkán tartanak benne. A tiszteletes több szomszédos faluval közösen látja el ennek szolgálatát.

## Gazdasága
A településen téglagyár, takarmányfeldolgozó és baromfikombinát működik. A gyárak mellé tömbházakat is építettek.

## Marosszentimre az irodalomban
Templomáról szól Jékely Zoltán egyik leghíresebb verse, az 1937-ben írt A marosszentimrei templomban.